# Maria Riva
Pour les articles homonymes, voir Riva.
Maria Elisabeth Riva, née le 13 décembre 1924 à Berlin sous le nom de Maria Elisabeth Sieber, est l'unique enfant et la biographe de Marlene Dietrich, célèbre actrice et chanteuse allemande.

## Biographie
Maria Riva est la fille du producteur de cinéma Rudolf Sieber (1897-1976) de Marlene Dietrich (1901-1992). Dés 1923, elle côtoie de nombreuses vedettes de l'écran.
En 1934, elle partage avec sa mère le rôle principal dans le film L'Impératrice rouge (The Scarlett Empress) de Josef von Sternberg, Maria jouant Catherine II de Russie enfant, et Marlene Dietrich, l'impératrice adulte. Elle participe aussi à d'autres films, mais n'est jamais devenue une actrice professionnelle. Elle est restée célèbre comme étant la fille d'un mythe du cinéma et n'a joué en fait que des rôles mineurs dans des émissions de télévision. À  63 ans, en 1988, elle tourne son dernier film .
En 1992 paraît Marlene Dietrich par sa fille, une biographie de sa mère morte la même année, ouvrage de haine et d'amour dans lequel elle révèle les zones d'ombre de la star.

### Mariage / descendance
Mariée en secondes noces à William Riva, elle a quatre fils dont John Michael (1948-2012) et Peter (né en 1950).

## Filmographie
- 1934 : L'Impératrice rouge (The Scarlett Empress) — l'impératrice enfant
- 1936 : Le Jardin d'Allah — figuration dans le groupe de filles à l'arrière-plan lors de la scène du couvent
- 1955 : Opération Cicero de Hubert Cornfield, adaptation télévisée de 50 min du film L'Affaire Cicéron de Joseph L. Mankiewicz
- 1988 : Scrooged